# 英國鐵路323型電力動車組
英鐵323型電力動車組（英語：British Rail Class 323）是一款在1992─1993年間由英國列斯亨斯萊德交通企劃公司（英語：Hunslet Transportation Projects Limited）製造的列車，共有43列3節編組的列車（兩組列車可重聯成6節列車:5）。現時這些列車分別配屬倫敦米德蘭及北方鐵路，行走西米德蘭茲及大曼徹斯特地區的通勤鐵路。
《曼徹斯特晚報》指倫敦米德蘭將於2016年起接收配屬北方鐵路的17列323型列車，引起曼徹斯特鐵路乘客組織的不滿。